# Isaac Padrós i Suárez
Isaac Padrós i Suárez   (Barcelona, 1979) és un polític català i activista social pels drets de les persones amb discapacitat arran que el setembre del 2014, quan tenia trenta-cinc anys, va patir un accident de trànsit que el va deixar cec.
És cofundador i president de l'Associació Multicapacitats, que aglutina alumnes i exalumnes amb discapacitat de la Universitat de Girona. Va protagonitzar el documental Kayak no límits, Menorca a cegues (2019).